# Nông nghiệp
Nông nghiệp bao gồm sản xuất cây trồng và chăn nuôi, thủy sản, ngư nghiệp và lâm nghiệp cho sản phẩm thực phẩm và không phải thực phẩm. Nông nghiệp là chìa khóa phát triển trong sự hình thành của chủ nghĩa định cư con người, nơi mà việc canh tác các loài thuần hóa tạo ra nguồn thực phẩm dư thừa cho phép con người sống trong các thành phố. Mặc dù con người bắt đầu thu thập ngũ cốc từ ít nhất 105,000 năm trước, nhưng những người nông dân mới chỉ bắt đầu trồng chúng vào khoảng 11,500 năm trước. Cừu, dê, lợn và bò được thuần hóa khoảng 10,000 năm trước. Các loài cây được canh tác độc lập ít nhất ở 11 khu vực trên thế giới. Trong thế kỷ 20, Công nghiệp hóa nông nghiệp dựa trên đơn canh quy mô lớn đã trở thành hình thức sản xuất nông nghiệp chủ yếu.
Ngày nay, các trang trại nhỏ sản xuất khoảng một phần ba lương thực thế giới, nhưng các trang trại lớn lại phổ biến. Một phần trăm trang trại lớn nhất trên thế giới có diện tích lớn hơn 50 héc-ta và vận hành hơn 70 phần trăm diện tích đất canh tác của thế giới. Gần 40 phần trăm đất canh tác nằm ở những trang trại lớn hơn 1,000 héc-ta. Tuy nhiên, năm trong mỗi sáu trang trại trên thế giới có diện tích nhỏ hơn hai héc-ta và chỉ chiếm khoảng 12 phần trăm tổng diện tích đất nông nghiệp.
Các sản phẩm nông nghiệp chính có thể được chia thành các nhóm chung như thực phẩm, sợi, nhiên liệu, và nguyên liệu (như cao su). Nhóm thực phẩm bao gồm ngũ cốc (hạt ngũ cốc), rau quả, trái cây, dầu ăn, thịt, sữa, trứng, và nấm. Sản lượng nông nghiệp toàn cầu lên đến khoảng 11 tỷ tấn thực phẩm, 32 triệu tấn sợi tự nhiên và 4 tỷ m3 gỗ. Tuy nhiên, khoảng 14 phần trăm thực phẩm thế giới bị mất từ quá trình sản xuất trước khi đến tay người tiêu dùng.
Nông học hiện đại, nhân giống cây trồng, các hóa chất nông nghiệp như thuốc trừ sâu và phân bón, và các phát triển công nghệ đã tăng mạnh sản lượng nông nghiệp, nhưng cũng gây ra tác động của nông nghiệp lên môi trường. Nhân giống chọn lọc và các thực hành hiện đại trong chăn nuôi động vật cũng tương tự đã tăng mạnh sản lượng thịt, nhưng đã gây ra lo ngại về chăm sóc động vật và thiệt hại môi trường. Các vấn đề môi trường bao gồm đóng góp vào biến đổi khí hậu, suy giảm tầng nước ngầm, phá rừng, kháng thuốc kháng sinh, và các loại ô nhiễm nông nghiệp khác. Nông nghiệp cả là nguyên nhân và yếu tố nhạy cảm đối với suy thoái môi trường, như mất đa dạng sinh học, sa mạc hóa, suy thoái đất, và biến đổi khí hậu, tất cả đều có thể gây giảm năng suất cây trồng. Động vật biến đổi gen được sử dụng rộng rãi, mặc dù một số quốc gia cấm chúng.

## Từ nguyên học và phạm vi
Từ nông nghiệp là một biến thể của Tiếng Anh trung đại từ Latin agricultūra, từ ager 'đồng cỏ' và cultūra 'canh tác' hoặc 'nuôi trồng'. Mặc dù nông nghiệp thường chỉ đến các hoạt động của con người, một số loài kiến, mối và bọ cạp đã trồng cây lên tới 60 triệu năm. Nông nghiệp được định nghĩa với các phạm vi khác nhau, trong ý nghĩa rộng nhất sử dụng tài nguyên tự nhiên để "sản xuất các hàng hóa duy trì cuộc sống, bao gồm thực phẩm, sợi, sản phẩm rừng, cây trồng vườn, và các dịch vụ liên quan". Như vậy, nó bao gồm trồng trọt, làm vườn, chăn nuôi và lâm nghiệp, tuy nhiên, thường thì làm vườn và lâm nghiệp lại bị loại trừ.
Nó cũng có thể được chia rộng ra thành nông nghiệp cây trồng, liên quan đến việc trồng cây hữu ích, và nông nghiệp chăn nuôi, sản xuất động vật nông nghiệp.

### Nền văn minh

Bản đồ thế giới cho thấy các trung tâm xấp xỉ của nơi xuất phát của nông nghiệp và sự lan truyền của nó trong tiền sử. Nghiên cứu ADN đã chỉ ra rằng nông nghiệp đã được giới thiệu vào Châu Âu bởi sự mở rộng của những người nông dân sớm đến từ Anatolia khoảng 9.000 năm trước đây.

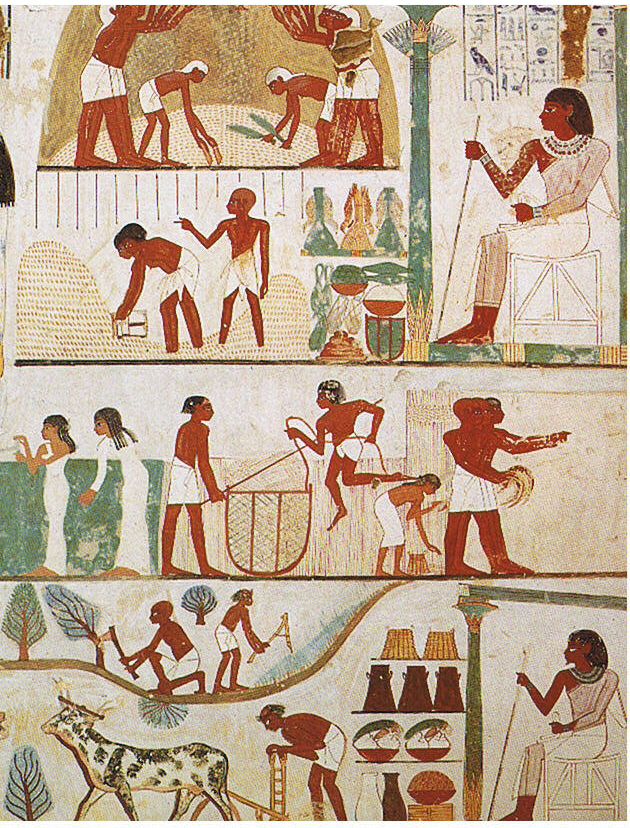
Cảnh nông nghiệp của lúa giậm, kho lương thực, thu hoạch với lưỡi liềm, đào xới đất, chặt cây và cày cấy từ Ai Cập cổ đại. Lăng mộ của Nakht, thế kỷ 15 TCN

### Cuộc cách mạng

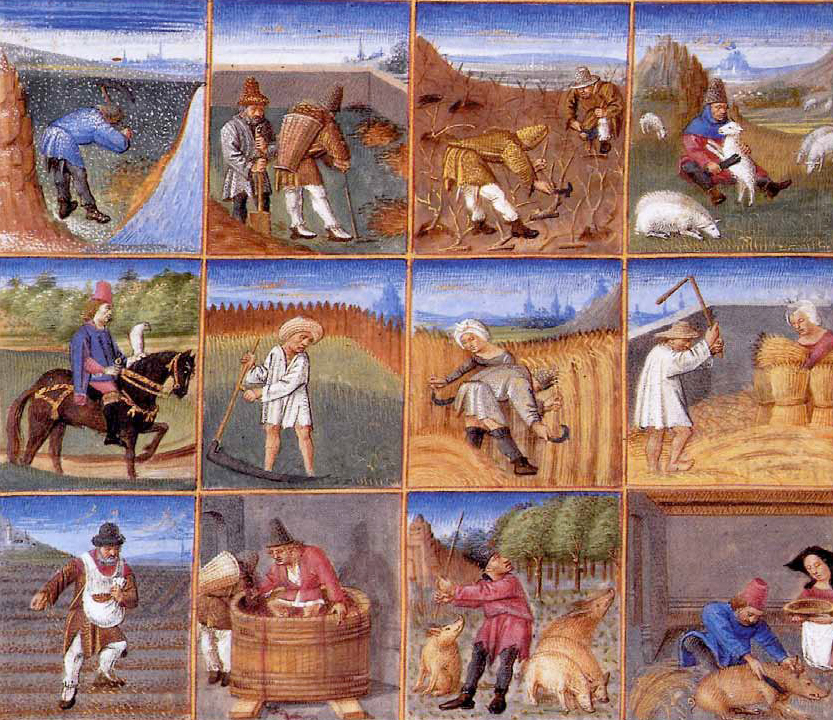
Lịch trồng trọt, khoảng năm 1470, từ một bản thảo của Pietro de Crescenzi

## Phân loại

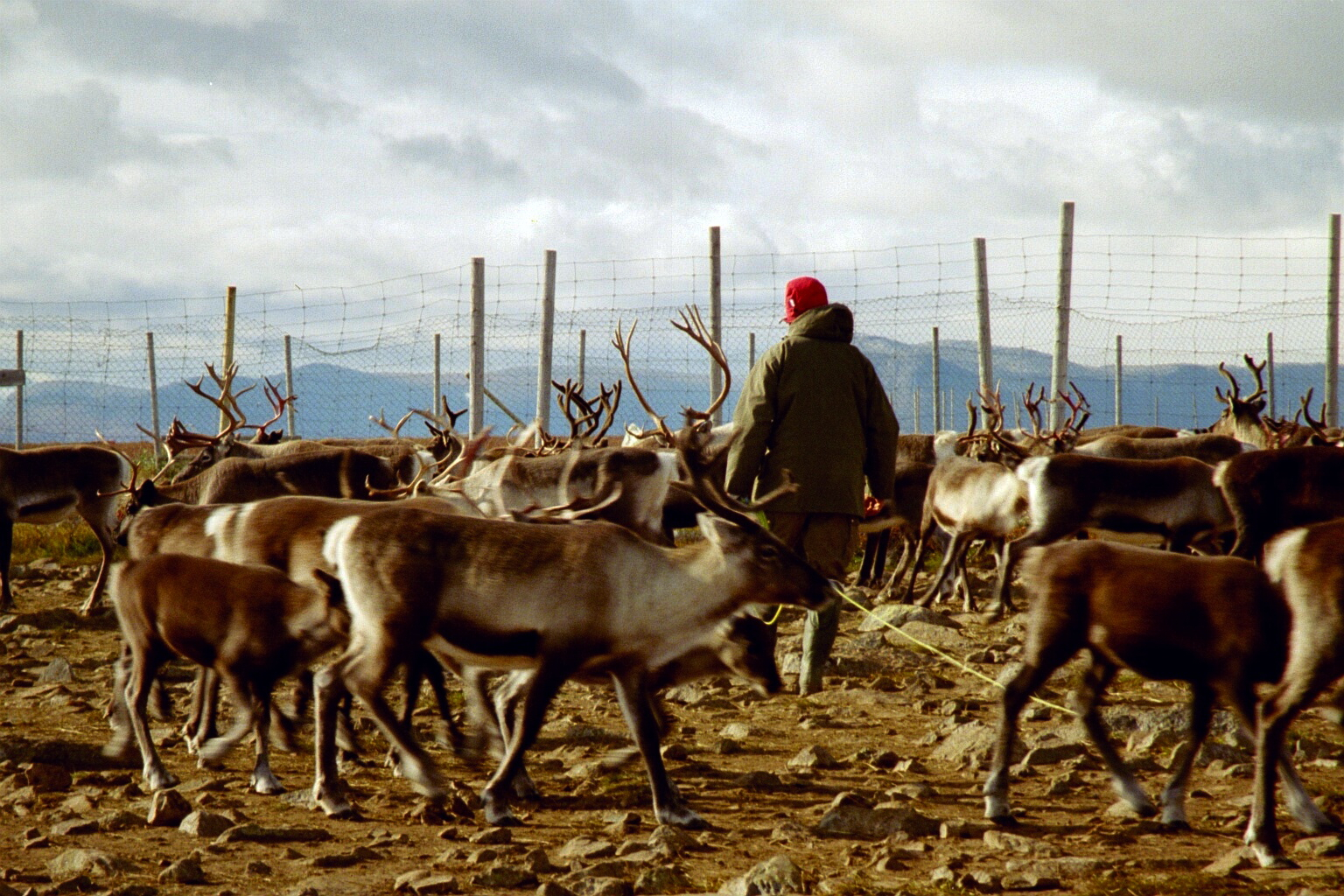
Bầy tuần lộc là cơ sở của nền nông nghiệp chăn nuôi ở một số dân tộc Cực Bắc và Cận Bắc.

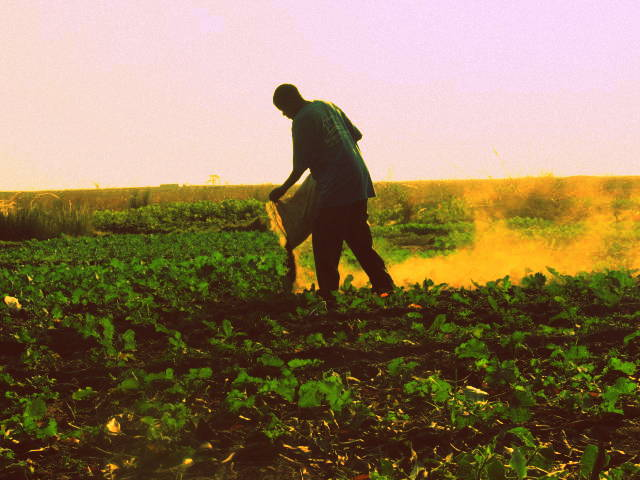
Tưới phân bón bằng tay ở Zambia

### Nhân giống cây trồng

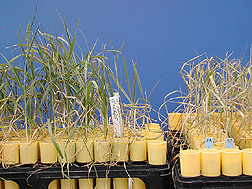
Giống lúa mì chịu đựng cao với nồng độ muối cao (bên trái) so với giống không chịu đựng

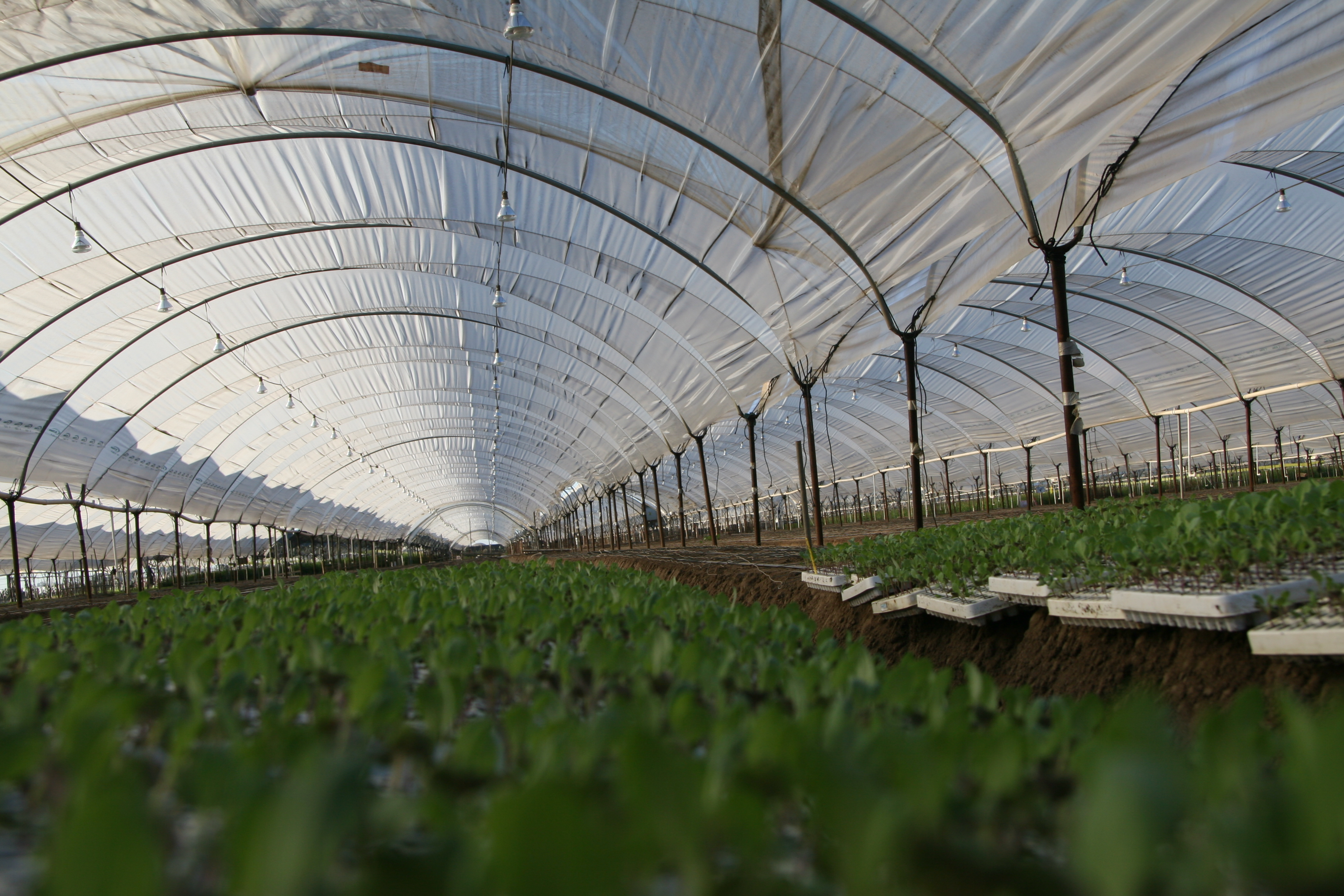
Cây con trong nhà kính. Đây là cảnh quan trọng trong quá trình lai tạo cây trồng.

### Kỹ thuật di truyền

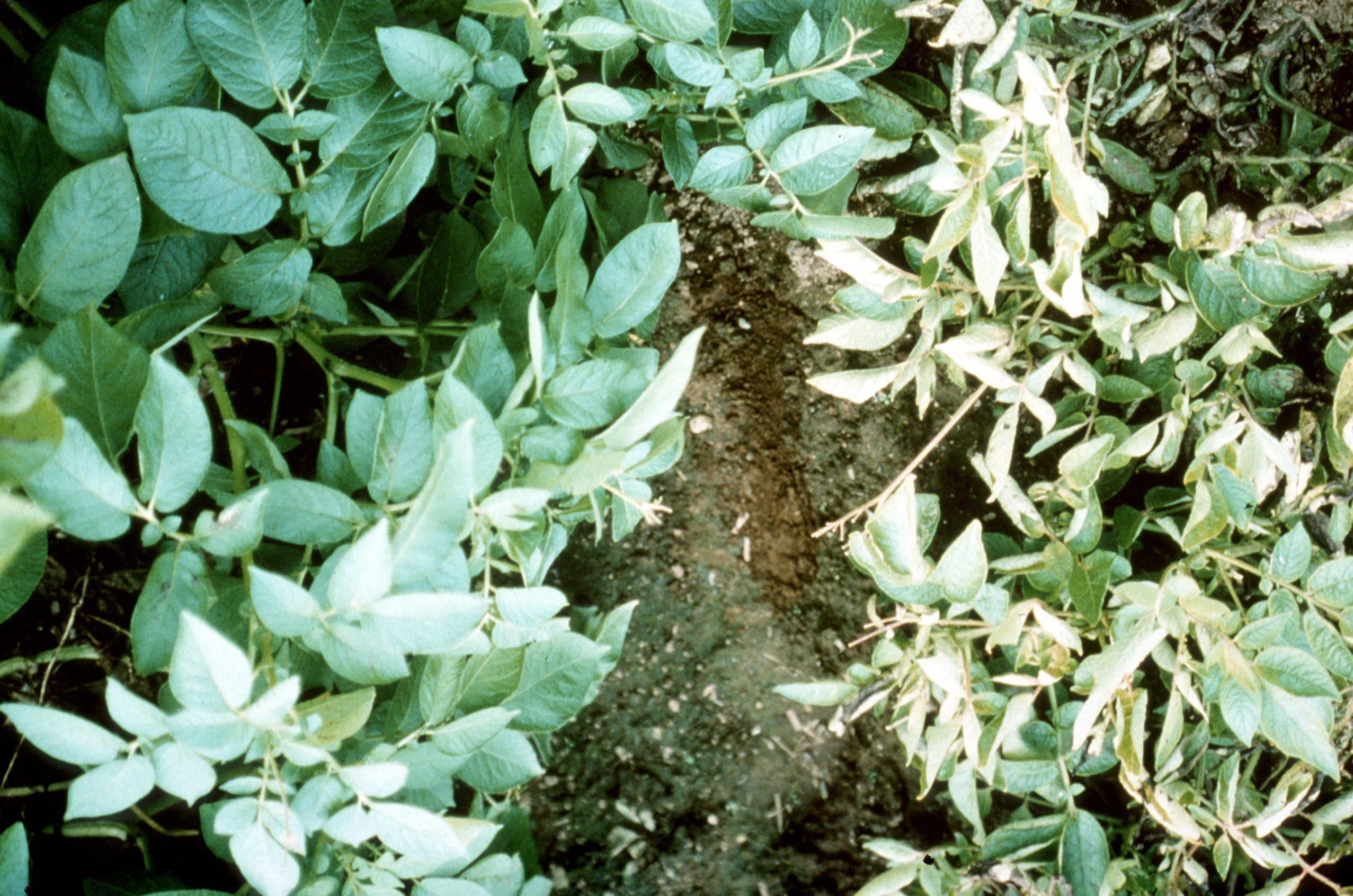
Các cây khoai tây biến đổi gen (bên trái) chống lại các bệnh do virus gây hại cho các cây không biến đổi (bên phải).

### Ảnh hưởng và chi phí

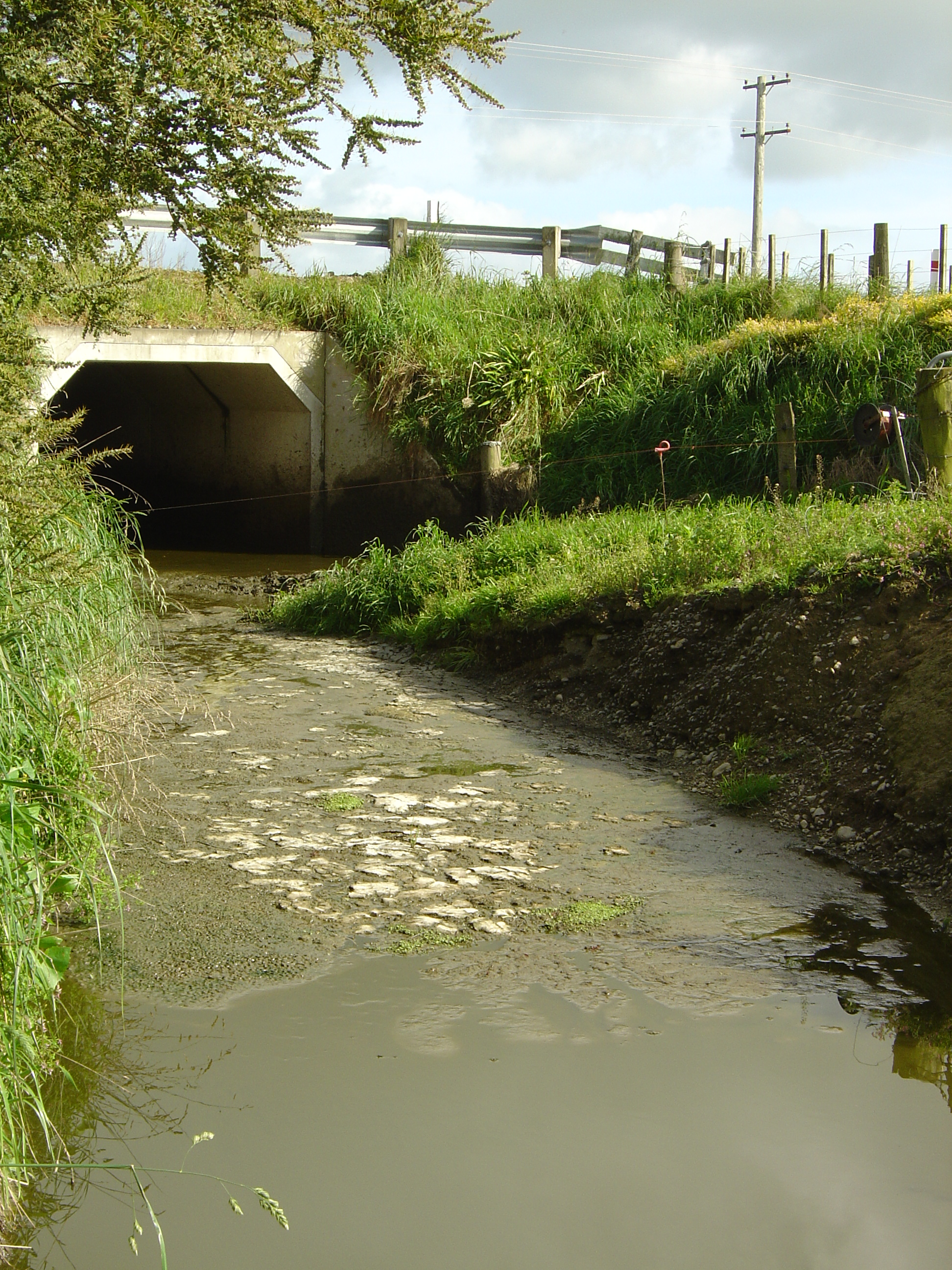
Ô nhiễm nguồn nước ở một con kênh do hoạt động nông nghiệp tại New Zealand

### Vấn đề chăn nuôi

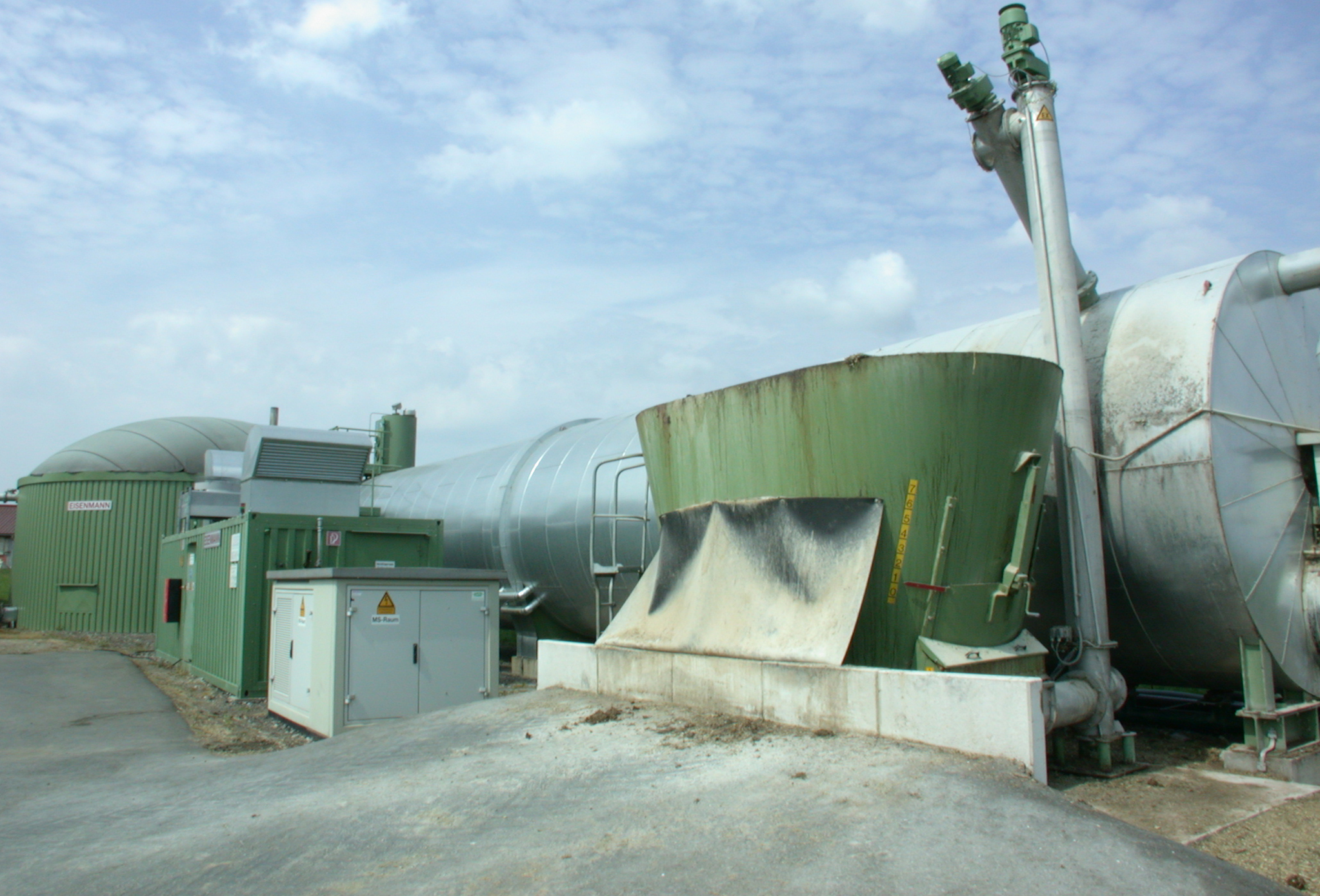
Khu xử lý kỵ khí chuyển đổi chất thải thực vật và phân từ vật nuôi thành nhiên liệu khí sinh học.

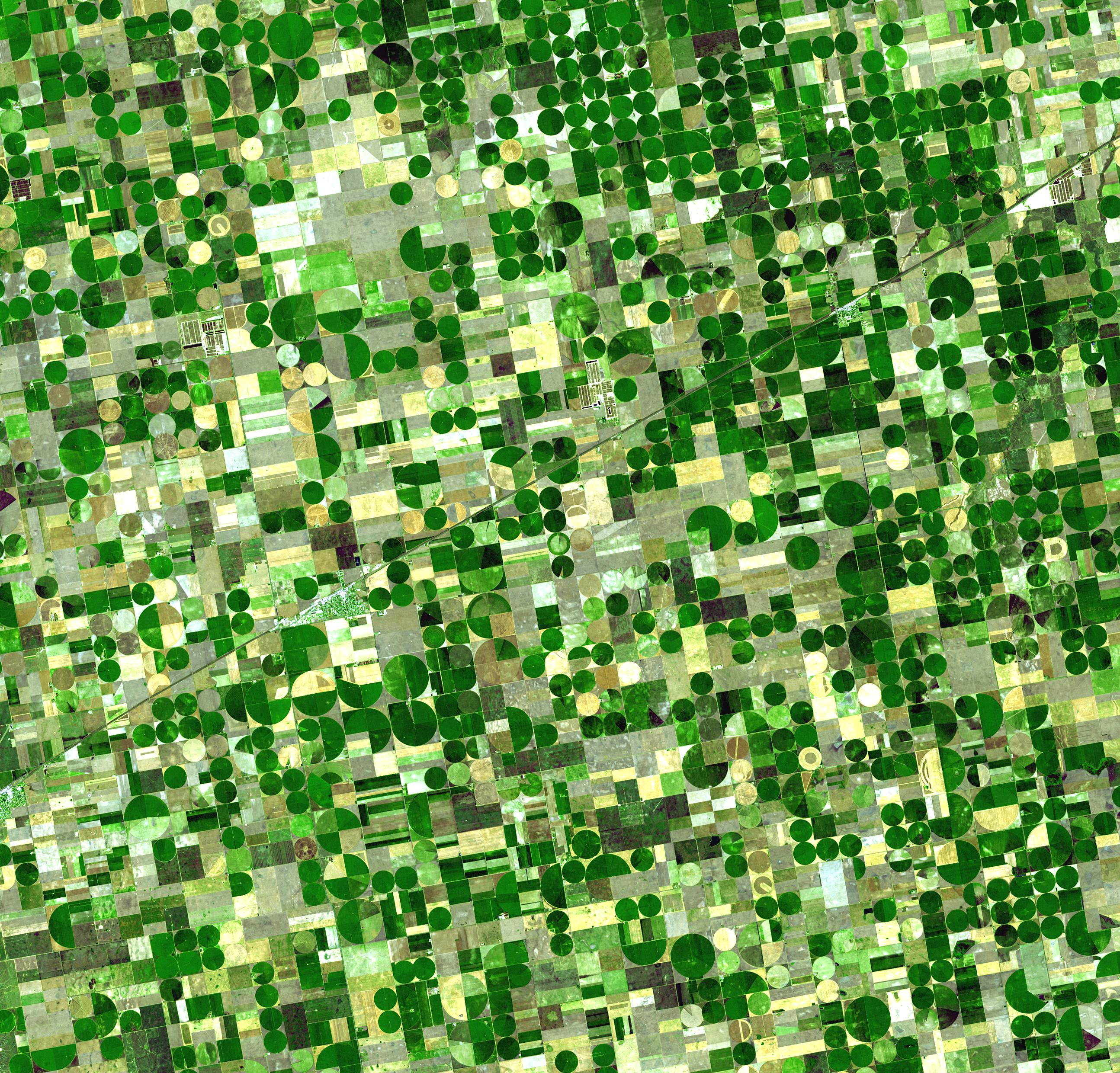
Những cánh đồng được tưới tiêu dạng tròn ở Kansas. Các cánh đồng ngô và cao lương đang phát triển có màu xanh (cao lương có thể màu hơi nhạt hơn). Lúa mì có màu vàng sáng. Những cánh đồng màu nâu nghĩa là đã được thu hoạch và cày xới hoặc bị bỏ hoang trong năm.

### Các vấn đề về đất và nước

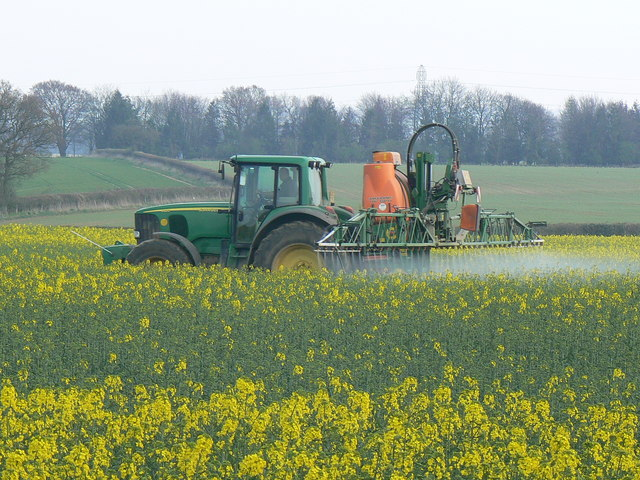
Phun thuốc trừ sâu bằng máy

### Thuốc trừ sâu

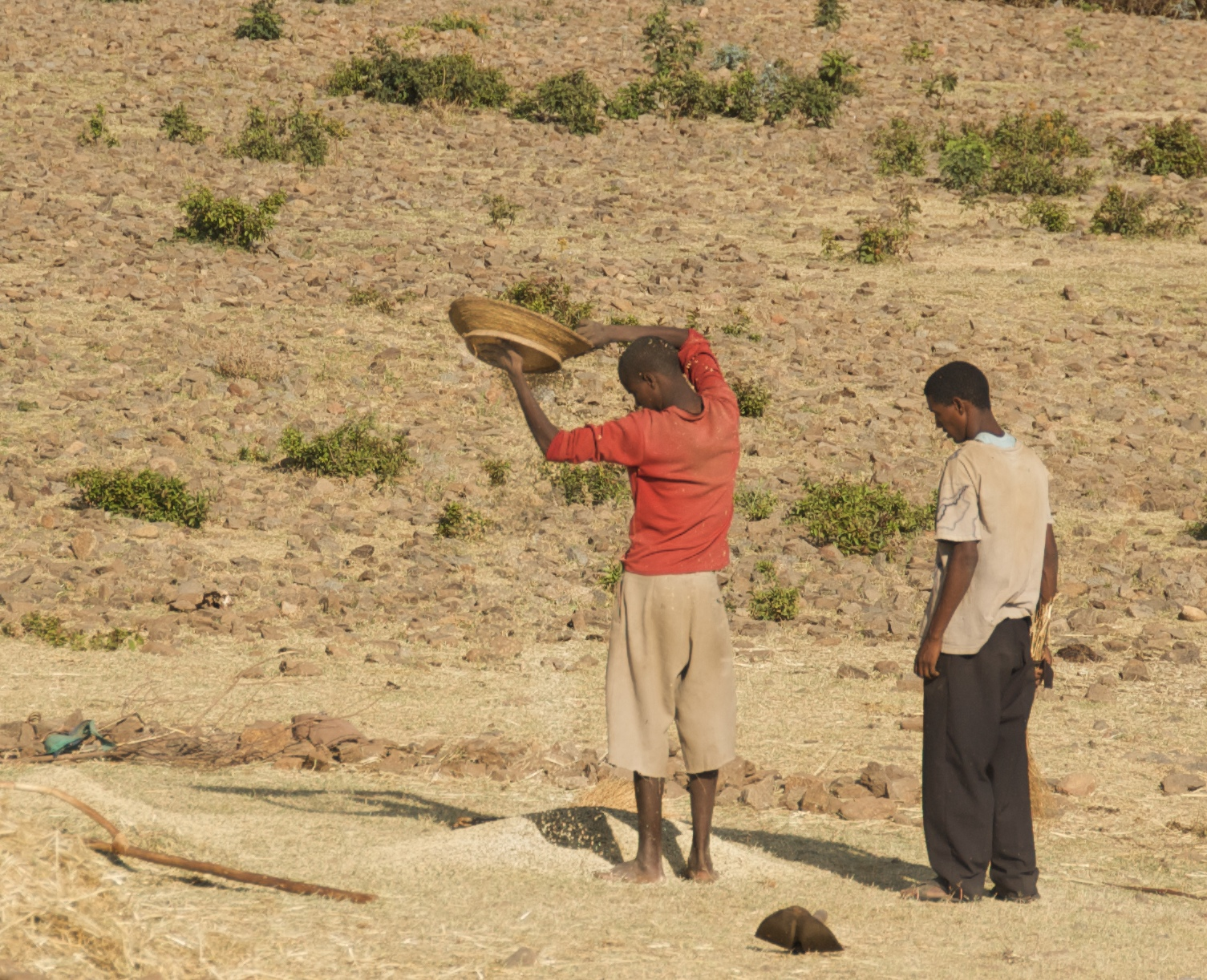
Sàng hạt: nóng lên toàn cầu có thể có những ảnh hưởng tiêu cực đến các nước ở vĩ độ thấp như Ethiopia.

### Sự nóng lên toàn cầu

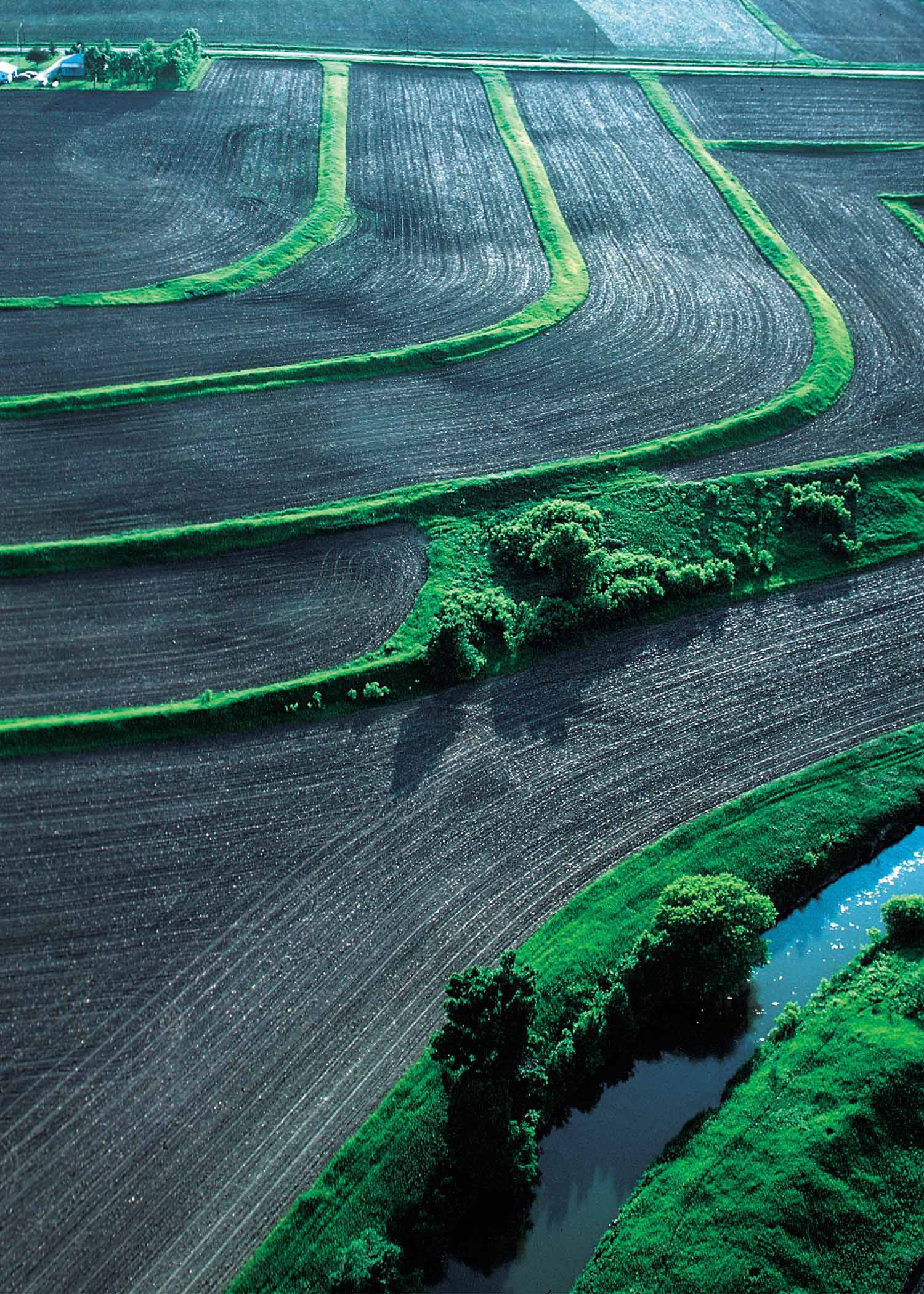
Ruộng bậc thang, phần đất và đệm bảo tồn làm giảm xói mòn đất và ô nhiễm nước tại một trang trại ở Iowa, Hoa Kỳ.

### Sự bền vững

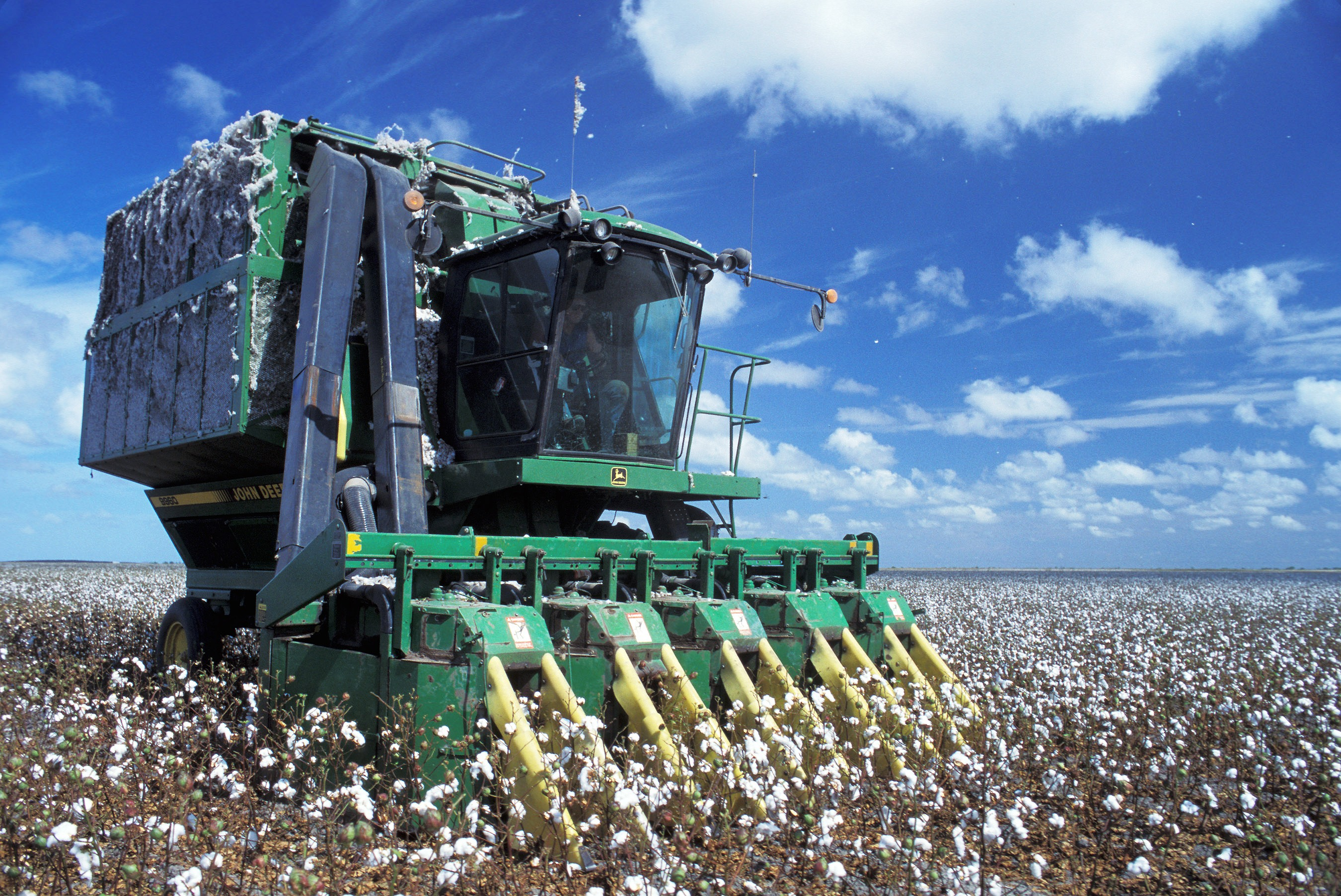
Nông nghiệp cơ giới hóa: từ những chiếc máy đầu tiên vào những năm 1940, các công cụ như máy hái bông, có thể thay thế 50 công nhân thu hoạch, sử dụng nhiên liệu hóa thạch với mức giá đang tăng.

## Lịch sử

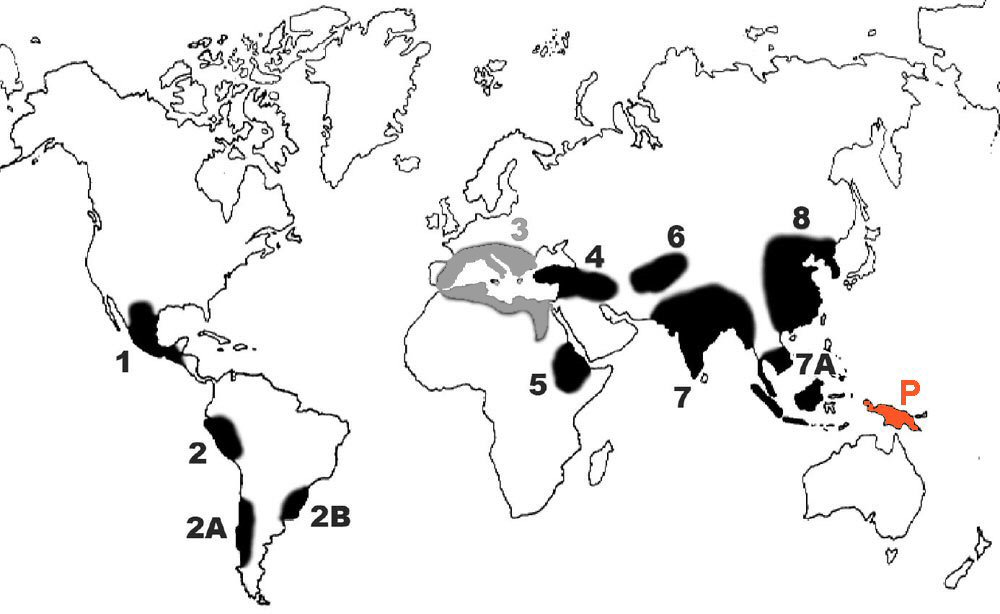